# Sulla terra sulla luna
Sulla terra sulla luna è il primo album da solista della cantante italiana Teresa De Sio, pubblicato nel 1980 e registrato con Gigi De Rienzo, Francesco Bruno, Ernesto Vitolo, Robert Fix, Piero Mariani, Agostino Marangolo e Mauro Spina.

## Tracce
1. Il viaggio – 2:06
2. Sulla terra sulla luna – 4:00
3. Canzone per Iuzzella – 2:35
4. La luna nel pozzo – 2:58
5. E vulesse cantare – 4:20
6. Musica – 0:52
7. O sole se ne va – 3:27
8. Nanninella – 3:31
9. All'angolo d'a via – 4:30
10. Festa a Molina – 3:27
11. Finale – 1:18

## Formazione
- Teresa De Sio - voce
- Gigi De Rienzo -  arrangiamenti, missaggio, basso, harmonium, celeste, chitarra acustica, vibrafono
- Francesco Bruno - chitarra acustica, chitarra classica, chitarra elettrica
- Mauro Spina - charleston, rullante
- Agostino Marangolo - batteria
- Ernesto Vitolo - tastiera, campana, pianoforte, Fender Rhodes
- Piero Mariani - batteria e percussioni
- Roberto Della Grotta - mandolino, chitarra acustica, contrabbasso
- Bruno Crovetto - contrabbasso
- Robert Fix - sassofono tenore, sassofono soprano